# Вербная, Мария Ивановна
Мария Ивановна Вербная — советский хозяйственный деятель, Герой Социалистического Труда.

## Биография
Родилась в 1926 году в Полтавской области Украинской ССР. Член КПСС.
Окончила сельскохозяйственный техникум и Новосибирский сельскохозяйственный институт.
В 1941—1981 — колхозница, подсобная рабочая шахты, полевод, звеньевая комсомольско-молодежного картофелеводческого звена колхоза «Искра» Ленинск-Кузнецкого района, агроном в колхозах Прокопьевского района Кемеровской области.
Указом Президиума Верховного Совета СССР от 25 февраля 1949 года присвоено звание Героя Социалистического Труда с вручением ордена Ленина и золотой медали «Серп и Молот».
Делегат XXII съезда КПСС.
Умерла в Кемерове в 2013 году.

## Награды и звания
- Герой Социалистического Труда (25.02.1949)
- Орден Ленина (25.02.1949)